# Astfeld
Astfeld è una frazione (Ortsteil) della città di Langelsheim, nel land della Bassa Sassonia, in Germania.

## Storia
Già comune autonomo nel circondario di Gandersheim, il 1º gennaio 1970 incorporò il territorio del dissolto comune di Herzog Juliushütte; il comune di Astfeld fu soppresso e unito a Langelsheim il 1º luglio 1972.